# 北运河东站

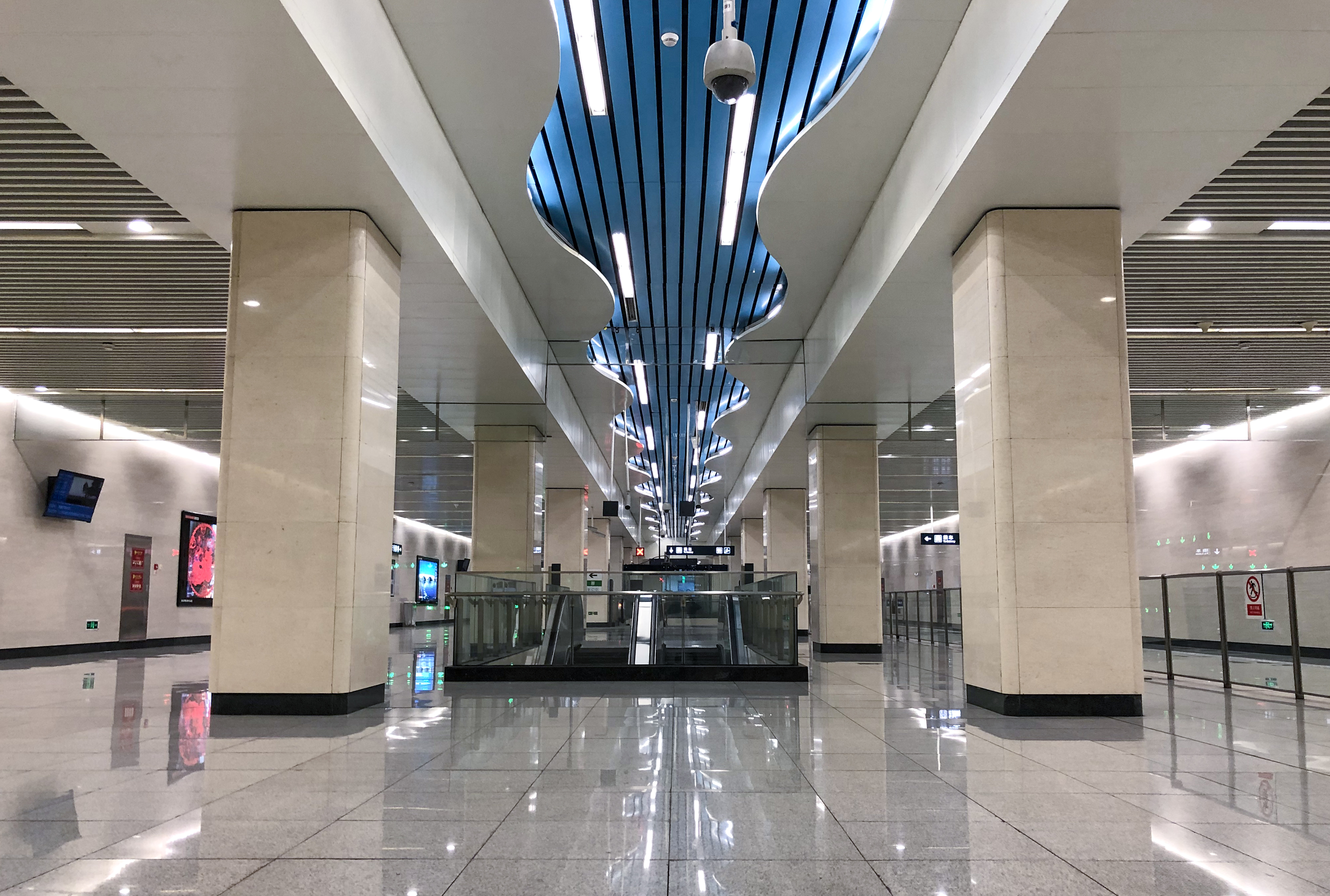
北运河东站站厅（2019年1月摄）

北运河东站，规划建设阶段曾称会展中心站，是一个位于中国北京市通州区通运街道杨坨村东六环西侧路、运河东大街交叉口，属于北京地铁6号线的地铁车站。6号线二期已于2014年12月28日通车，但由于车站为6号线二期开工后才新增的车站，开工较晚，虽然主体结构2014年5月封顶，但后续工程不能及时完成，因此未随6号线二期启用，而延后至2018年12月30日才启用。

## 位置
北运河东站位于北京城市副中心行政办公区，东六环内与北运河、京哈铁路相交形成的三角区内，杨坨东街（东西向）与杨坨中路（南北向）交叉处。由于位于北运河东岸得名。本站西侧为建设中的北京城市副中心站综合交通枢纽。

## 车站结构

### 车站楼层
车站为地下二层车站，岛式站台布置，采用明挖法施工。
开工时北运河西站至郝家府站区间的盾构隧道已经施工完毕，为了建设车站破除了部分盾构管片。
| 地面层          | 街道                    | A—D出入口                        |
| 地下一层 站厅层 | 站厅                    | 客务中心、自动售票机、进出站闸机 |
| 地下二层 站台层 |                         | █ 6号线往金安桥（北运河西）      |
| 地下二层 站台层 | 岛式站台，左側開门      |                                  |
| 地下二层 站台层 | █ 6号线往潞城（郝家府） |                                  |

### 车站艺术
北运河东站的站厅层及站台层顶部设有象征钱塘江的浅青色装饰带。
站厅内设有罗列北京市部分画家作品的壁画《名家一猜》，将名家作品的代表性局部错落展示在京城建筑剪影的背景之中，对应的印章则排列在象征京杭运河的水韵纹样之中；乘客可以通过观察作品局部的艺术特点，并查找名家印章，从而猜出作者，实现了文化传播与互动体验的完美结合。

## 出入口
|                       |                  |                                    |      |            |
| 编号                  | 指示             | 建议前往的目的地                   | 照片 | 无障碍设施 |
| 出口 · B · 升降机标志 | 杨坨东街（北侧） | 紫运南里二区                       |      |            |
| 出口 · C              | 杨坨东街（南侧） | 北京市通州区通运小学、东六环西侧路 |      | 不適用     |
| 出口 · D              | 紫运中路         | 紫运南里一区                       |      | 不適用     |
| 註： 設有             |                  |                                    |      |            |